# ویلیام بریمبلکامب
ویلیام بریمبلکامب (انگلیسی: William Brimblecombe؛ 5 January 1876 – ۱۹۱۷ (۴۰−۴۱ سال)) بازیکن فوتبال بود.
از باشگاه‌هایی که در آن بازی کرده‌است می‌توان به باشگاه فوتبال برنلی اشاره کرد.